# Cristiano Ludovico I di Meclemburgo-Schwerin
Cristiano Ludovico I di Meclemburgo-Schwerin (Schwerin, 1º dicembre 1623 – L'Aia, 21 giugno 1692) fu duca di Meclemburgo-Schwerin dal 1658 al 1692.

## Biografia
Cristiano Ludovico era il primo figlio di Adolfo Federico e della moglie Anna Maria. In gioventù si trasferì a Parigi presso la corte del re Luigi XIV. Alla morte del padre, avvenuta nel 1658, ereditò il ducato.
Si sposò due volte, la prima volta con Cristina Margherita di Meclemburgo-Güstrow, figlia di Giovanni Alberto II di Meclemburgo-Güstrow. La seconda volta con Elisabetta Angelica di Montmorency. Da entrambi i matrimoni non nacquero figli. Alla sua morte il ducato passò al nipote Federico Guglielmo, figlio del fratello Federico.

## Ascendenza
|                                             |                                   |                                | Genitori                |  |  | Nonni |  |  | Bisnonni                                   |  |  | Trisnonni                          |  |
|                                             |                                   |                                |                         |  |  |       |  |  | Giovanni Alberto I di Meclemburgo-Schwerin |  |  | Alberto VII di Meclemburgo-Güstrow |  |
|                                             |                                   |                                |                         |  |  |       |  |  | Giovanni Alberto I di Meclemburgo-Schwerin |  |  | Alberto VII di Meclemburgo-Güstrow |  |
|                                             |                                   | Anna di Brandeburgo            |                         |  |  |       |  |  | Giovanni Alberto I di Meclemburgo-Schwerin |  |  |                                    |  |
| Giovanni VII di Meclemburgo-Schwerin        |                                   |                                |                         |  |  |       |  |  | Giovanni Alberto I di Meclemburgo-Schwerin |  |  |                                    |  |
|                                             |                                   | Anna Sofia di Prussia          | Alberto I di Prussia    |  |  |       |  |  |                                            |  |  |                                    |  |
|                                             |                                   | Anna Sofia di Prussia          | Alberto I di Prussia    |  |  |       |  |  |                                            |  |  |                                    |  |
|                                             |                                   | Anna Sofia di Prussia          | Dorotea di Danimarca    |  |  |       |  |  |                                            |  |  |                                    |  |
| Adolfo Federico I di Meclemburgo-Schwerin   |                                   | Anna Sofia di Prussia          |                         |  |  |       |  |  |                                            |  |  |                                    |  |
|                                             |                                   | Adolfo di Holstein-Gottorp     | Federico I di Danimarca |  |  |       |  |  |                                            |  |  |                                    |  |
|                                             |                                   | Adolfo di Holstein-Gottorp     | Federico I di Danimarca |  |  |       |  |  |                                            |  |  |                                    |  |
|                                             |                                   | Adolfo di Holstein-Gottorp     | Sofia di Pomerania      |  |  |       |  |  |                                            |  |  |                                    |  |
| Sofia di Holstein-Gottorp                   |                                   | Adolfo di Holstein-Gottorp     |                         |  |  |       |  |  |                                            |  |  |                                    |  |
|                                             |                                   | Cristina d'Assia               | Filippo I d'Assia       |  |  |       |  |  |                                            |  |  |                                    |  |
|                                             |                                   | Cristina d'Assia               | Filippo I d'Assia       |  |  |       |  |  |                                            |  |  |                                    |  |
|                                             |                                   | Cristina d'Assia               | Cristina di Sassonia    |  |  |       |  |  |                                            |  |  |                                    |  |
| Cristiano Ludovico I di Mecleburgo-Schwerin |                                   | Cristina d'Assia               |                         |  |  |       |  |  |                                            |  |  |                                    |  |
|                                             | Edzardo II della Frisia orientale | Enno II della Frisia orientale |                         |  |  |       |  |  |                                            |  |  |                                    |  |
|                                             | Edzardo II della Frisia orientale | Enno II della Frisia orientale |                         |  |  |       |  |  |                                            |  |  |                                    |  |
|                                             | Edzardo II della Frisia orientale | Anna di Oldenburg              |                         |  |  |       |  |  |                                            |  |  |                                    |  |
| Enno III della Frisia orientale             | Edzardo II della Frisia orientale |                                |                         |  |  |       |  |  |                                            |  |  |                                    |  |
|                                             |                                   | Caterina Vasa                  | Gustavo I di Svezia     |  |  |       |  |  |                                            |  |  |                                    |  |
|                                             |                                   | Caterina Vasa                  | Gustavo I di Svezia     |  |  |       |  |  |                                            |  |  |                                    |  |
|                                             |                                   | Caterina Vasa                  | Margherita Leijonhufvud |  |  |       |  |  |                                            |  |  |                                    |  |
| Anna Maria della Frisia orientale           |                                   | Caterina Vasa                  |                         |  |  |       |  |  |                                            |  |  |                                    |  |
|                                             |                                   | Adolfo di Holstein-Gottorp     | Federico I di Danimarca |  |  |       |  |  |                                            |  |  |                                    |  |
|                                             |                                   | Adolfo di Holstein-Gottorp     | Federico I di Danimarca |  |  |       |  |  |                                            |  |  |                                    |  |
|                                             |                                   | Adolfo di Holstein-Gottorp     | Sofia di Pomerania      |  |  |       |  |  |                                            |  |  |                                    |  |
| Anna di Holstein-Gottorp                    |                                   | Adolfo di Holstein-Gottorp     |                         |  |  |       |  |  |                                            |  |  |                                    |  |
|                                             |                                   | Cristina d'Assia               | Filippo I d'Assia       |  |  |       |  |  |                                            |  |  |                                    |  |
|                                             |                                   | Cristina d'Assia               | Filippo I d'Assia       |  |  |       |  |  |                                            |  |  |                                    |  |
|                                             |                                   | Cristina d'Assia               | Cristina di Sassonia    |  |  |       |  |  |                                            |  |  |                                    |  |
|                                             |                                   | Cristina d'Assia               |                         |  |  |       |  |  |                                            |  |  |                                    |  |